# 阿兰·德龙
阿兰·德龙（法語：Alain Delon；1935年11月8日—2024年8月18日），法國男演員和製片人。德倫曾在《弱者女人》（1959年）、《陽光普照》（1960年）、《洛可兄弟》（1960）、《慾海含羞花》（1962年）、《氣蓋山河》（1963年）、《独行杀手》（1967年）、《愛你、想你、恨你》（1968年）、《豔陽光》（1969）、《仁義》（1970年）、《大黎明》（1972年）、《电影Zorro佐罗 》(1975法国意大利合拍)和《克萊因先生》（1976）等多部電影中演出。在他的職業生涯中，德倫曾與多位導演合作，包括盧奇諾·維斯孔蒂、尚盧·高達、讓-皮埃爾·梅爾維爾、米開朗基羅·安東尼奧尼和路易·馬盧。此外，他還作為歌手與黛莉達合作錄製了對唱曲《Paroles, paroles》（1973）。1999年，德倫獲得了瑞士國籍。
德倫在多個電影節上獲得獎項。1985年，他憑藉在電影《我们的故事》（1984年）中的表現獲得了凱薩獎最佳男主角獎。1991年，他被授予法國榮譽軍團勳章，並在第45屆柏林國際電影節上獲得了榮譽金熊獎。此外，德倫在2019年坎城影展上榮獲榮譽金棕櫚獎。

## 生平

### 早年生活
亞蘭·德倫於1935年出生在巴黎郊外的塞纳省（今上上塞纳省）索鎮。他的父親在當地經營一家小型電影院，而母親擁有藥劑師資格並經營藥局。四歲時，德倫的父母離婚，德倫隨母親生活。然而，由於與經營香腸店的繼父關係不和，加上母親對新生妹妹艾迪特的偏愛，德倫在家庭中被排擠。其親生父親也再婚並生下了一個兒子。由於家庭矛盾和情感缺乏，德倫在寄宿學校經常出現問題，需輾轉多所學校。14歲時，他開始在食品店工作。

### 法國海軍
在提前入伍的情況下，德倫在17歲時便開始了在法國海軍的服役。結束了在海事訓練中心的訓練後，他於1953年繼續在傳輸學校服役。在被抓到偷竊設備後，法國海軍給了他兩個選擇：要么離開海軍，要么將服役期限延長三到五年。作為一等水兵，他隨後被分配到位於仍屬於法屬印度支那的西貢軍械庫保護隊。第一次印度支那戰爭末期，他因偷了一輛吉普车並在駕駛過程中將車輛掉入溝渠而被拘留。他的無線電資格證被吊銷，他也被海軍除名。他在拘留中度過了他的20歲生日。這段經歷對他影響深遠。
1956年回到法國後，阿蘭德倫對父母讓他前往印度支那感到不滿；他決定自力更生，他在巴黎的蒙马特区等地流浪，做了一些小工，包括在巴黎市場做搬運工和在香榭麗舍大道附近的一家咖啡館當服務生。最終定居在聖日耳曼德佩。此後，他經歷了多種職業，這些工作經驗對他後來的演員生涯起到了積極作用。

### 演員生涯
1957年夏季，女演員碧姬·歐伯建議德倫前往坎城影展觀摩。並稱：「坎城影展即將舉行，你可以去看看。像你這樣出色的演員，或許會被導演注意到。」這次建議成為了德倫職業生涯的轉捩點。回國後，德倫與在巴黎認識的讓-克洛德·布里亞利一起前往坎城。在那裡，他被著名好萊塢經紀人亨利·威爾遜挖掘，並對他進行了選拔。
三天后，德倫在羅馬奇尼奇塔電影製片廠參加了由大卫·O·塞尔兹尼克編劇的《戰地春夢》的試鏡，並成功通過。這為他在美國的發展奠定了基礎，並以學習英語為條件提供七年的合約。然而德倫選擇了留在法國，並表示：「我是法國人，首先希望在法國闖出一片天地。」在女演員艾斯黛拉·布蘭的介紹下，德倫在伊夫·阿萊格雷導演的電影《女人涉案時》中首次亮相，合作演員為让-保罗·贝尔蒙多。
1959年，喜劇電影《弱者女人》在法國取得了巨大成功。同年，德倫與西德年輕明星罗密·施奈德共同主演的《花月斷腸時》展開同居並訂婚，但於1963年解除婚約。1960年，德倫主演了由派翠西亞·海史密斯編劇、勒内·克莱芒導演的《陽光普照》這部電影結合了尼諾·羅塔的音樂，取得了廣泛成功，使德倫在全球範圍內聲名鵲起。此後，他繼續參與克莱芒導演的作品，並參與了許多法國、義大利和美國電影的演出，也開始製作自己參與的電影。他也出演盧奇諾·維斯孔蒂導演的《年輕人的一切》。德倫與德國模特兒兼歌手Nico的關係也廣為人知。尼可於1962年為德倫生下了長子克里斯蒂安，但德倫未曾承認此子。克里斯蒂安由德倫的母親撫養。
與羅米·施奈德離婚後，1963年德倫遇到了娜塔莉·德倫。娜塔莉出生於摩洛哥的卡薩布蘭卡，他與德倫有著相似的成長背景和豐富的人生經歷，兩人因此親近。1964年，德倫與納塔莉結婚，隨後他們的兒子安托萬（後以安東尼·德倫的名字出道）出生。在這年，他們三人一起在比佛利山莊居住，出演了幾部電影，並在奧斯卡頒獎典禮上擔任頒獎嘉賓。1966年，阿蘭德倫返回法國。在和娜塔莉·德倫的關係發生了衝突後，最終導致兩人離婚。
在1960年代至1970年代期間，德倫出演了多部知名電影，他在其中扮演英雄或反英雄角色，包括《大小通吃》、《神机妙算》、《冒險家》、《基諾與郭陶》、《償命》、《波西米亞人》以及《大決鬥》等多部電影。在《暗杀托洛茨基》中，他飾演了刺殺列夫·托洛茨基的角色。1973年，他與黛莉達合作錄製了熱門對唱曲《Paroles, paroles》。
離婚後，德倫與米雷伊·達爾克維持了長期的情人關係。 1987年，他遇到了荷蘭模特兒蘿莎莉·馮·布里門（英語：Rosalie van Bremen）。雖然兩人未登記結婚，但他們育有兩個孩子：阿努什卡·德倫和亞蘭-法比安·德倫。然而，兩人於2002年分手。
2017年5月9日，德倫宣布他將以即將出演的幾部電影和舞台劇作為其演藝生涯的最後作品，並宣布退出演藝界。

### 退休
2018年，德倫原計劃與茱麗葉·畢諾許共同出演巴提斯·勒貢特執導的新片，但法國媒體於2018年11月宣布該項目已取消，取消原因未被公開。 2019年5月19日，在第72屆坎城影展上，德倫因其對電影界的長期貢獻而獲得榮譽金棕櫚獎。
2019年7月，德倫因腦中風在瑞士接受治療。雖然他在瑞士醫院接受了五次認知功能檢查，但未能通過檢查。由於他的異母妹妹未告知其他兄弟姐妹，事件引發了風波，最終警方介入調查。
出院後，德倫回到法國羅瓦爾省的杜西家中生活。在2022年的訪問中，他曾一度表達復出並出演電影的願望，但因身體因素而被迫放棄2024年1月，他的兒子安東尼向媒體透露，德倫已無法忍受身體的衰退，導致他的心理健康狀況正在嚴重惡化。同年2月，法院指示前往德倫住所的工作人員發現了一支手槍，警方在接到報告後沒收了72支未持槍許可證的手槍，並發現了3000多發子彈和一個射擊場。
2024年8月18日凌晨，阿兰·德龙在杜西的家中平靜逝世，享壽88歲。他的三個孩子向法新社宣布了這一消息。

## 荣誉

### 外国勋章奖章
- 三等功绩勋章（乌克兰，2023年9月4日公布[17]）